# Yazoo (zespół muzyczny)

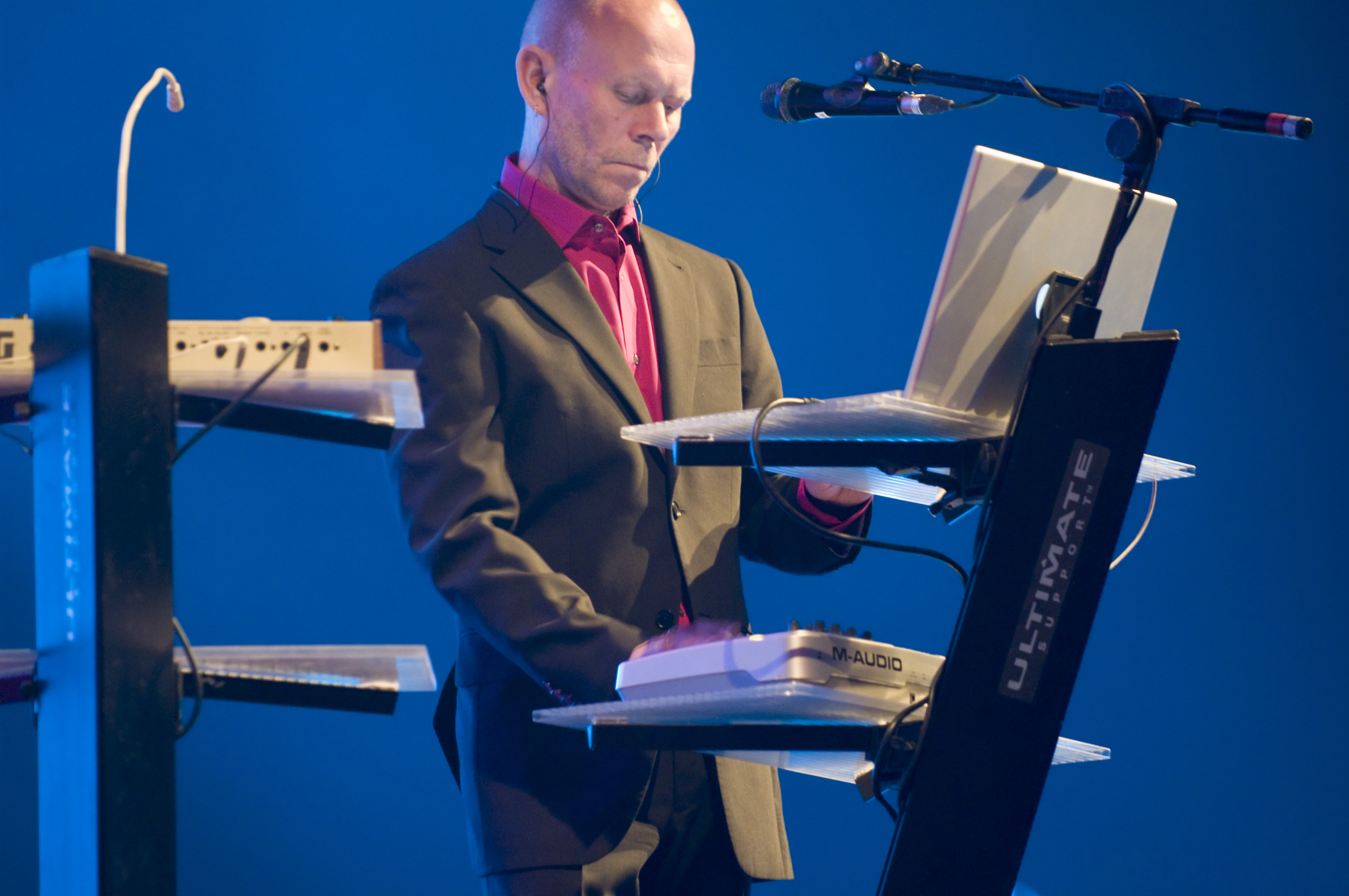
Vince Clarke, 2008

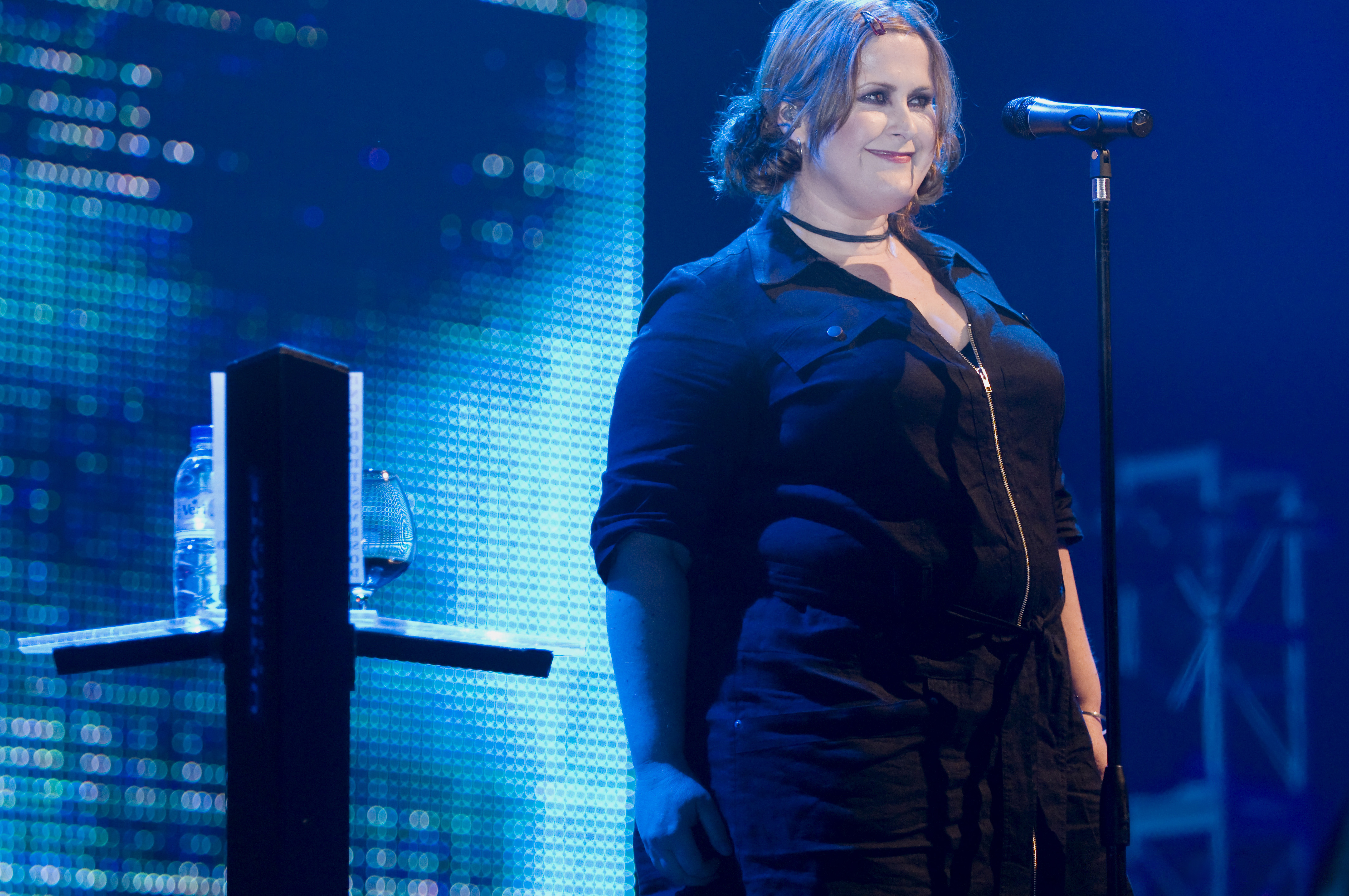
Alison Moyet, 2008

Yazoo (w USA znany jako Yaz) – brytyjski zespół muzyczny, utworzony w 1981 roku w Basildon, w hrabstwie Essex. Grupę stworzyli Vince Clarke (wcześniej grał w Depeche Mode) i Alison Moyet.
Po opuszczeniu Depeche Mode – Vince razem z Alison „Alf” Moyet założyli grupę Yazoo. Nazwę tę nadała grupie Alison od małej amerykańskiej bluesowej wytwórni muzycznej. W Stanach Zjednoczonych zespół początkowo występował pod swoją nazwą, lecz z powodu oskarżenia o bezprawne użycie istniejącej już wówczas nazwy Yazoo w USA (należącej wówczas do rockowego zespołu) zespół zmienił nazwę na Yaz.

## Historia
Pierwszym singlem Yazoo był utwór „Only You”, który ukazał się wiosną 1982 roku. Singel zajął 2. miejsce na UK Charts. Na stronie B znalazł się utwór „Situation”. W lipcu 1982 roku Yazoo wydał singel „Don't Go”, który trafił na 3. miejsce brytyjskiej listy przebojów. Za sprawą teledysku „Don't Go” odniósł sukces także w Stanach Zjednoczonych. Jesienią 1982 roku Yazoo wydał album Upstairs at Eric's, który pokrył się platyną w Wielkiej Brytanii.
Wkrótce potem Yazoo rozpoczął pracę nad albumem You and Me Both. Podczas prac nad albumem pogarszały się kontakty pomiędzy Clarkiem i Moyet. Ostatecznie Yazoo rozpadło się przed premierą drugiego albumu. Album You and Me Both ukazał się na rynku w lipcu 1983 roku i odniósł większy sukces niż debiutancki krążek. Płyta pokryła się srebrem. Longplay przyniósł przebój „Nobody's Diary”. W Polsce dużą popularnością cieszył się utwór „Happy People”, który jako jedyny w dorobku Yazoo, śpiewał Vince.
Po rozpadzie Yazoo Clarke utworzył The Assembly, a wkrótce potem Erasure. Moyet zaś rozpoczęła karierą solową, wydając w 1984 roku album Alf.
W 1990 roku ukazał się zremiksowany utwór „Situation”. Pod koniec lat 90. ukazała się także kompilacja Only Yazoo – The Best.
Zespół wznowił działalność w 2008 roku. Yazoo występowało podczas trasy koncertowej „Reconnected”, która rozpoczęła się 26 maja 2008 w Kopenhadze. Trasa objęła 24 występy w Europie i USA. We wrześniu 2010 roku ukazał się koncertowy album Reconnected Live. W 2010 roku, podczas wizyty w Polsce, Moyet przyznała, że odrzuciła możliwość kolejnej reaktywacji grupy.
Twórczością duetu inspirowali się tacy wykonawcy jak: LCD Soundsystem, Hercules and Love Affair czy La Roux. Nagrania Yazoo trafiły do filmów: Tango i Cash, Dom na krańcu świata, Napoleon wybuchowiec, Ostatnia rodzina oraz do seriali Biuro, Lucyfer, Dawno, dawno temu i Dowody zbrodni.

## Dyskografia

### Albumy
| Rok  | Album                          | UK | US |
| ---- | ------------------------------ | -- | -- |
| 1982 | Upstairs at Eric's             | 2  | 92 |
| 1983 | You and Me Both                | 1  | 69 |
| 1999 | Only Yazoo – The Best of Yazoo | 22 | -  |
| 2008 | In Your Room (3xCD & DVD BOX)  | -  | -  |
| 2010 | Reconnected Live (2xCD)        | -  | -  |

### Single
| Rok  | Piosenka                 | Lista singli UK | US Hot 100 | US Dance | Album                          |
| ---- | ------------------------ | --------------- | ---------- | -------- | ------------------------------ |
| 1982 | „Only You”               | 2               | 67         | -        | Upstairs at Eric's             |
| 1982 | „Don't Go”               | 3               | -          | 1        | Upstairs at Eric's             |
| 1982 | „Situation” (US-only)    | -               | 73         | 1        | Upstairs at Eric's             |
| 1982 | „The Other Side of Love” | 13              | -          | -        | -                              |
| 1983 | „Nobody's Diary”         | 3               | -          | 1        | You and Me Both                |
| 1990 | „Situation” (new remix)  | 14              | -          | 46       | -                              |
| 1999 | „Only You” (new remix)   | 38              | -          | -        | Only Yazoo – The Best of Yazoo |
| 1999 | „Don't Go” (new remix)   | -               | -          | 16       | -                              |
| 1999 | „Situation” (new remix)  | -               | -          | 1        | -                              |

## Nagrody
- 1983 Brit Awards – Zespół brytyjski o największych osiągnięciach